# ESSM Le Portel
Der Étoile Sportive Saint-Michel Le Portel Côte d’Opale, kurz ESSM Le Portel, ist ein französischer Basketballverein aus Le Portel in der Region Hauts-de-France. Die erste Mannschaft spielt seit dem Aufstieg zur Saison 2016/17 in der höchsten nationalen Spielklasse LNB Pro A.

## Geschichte

### Gründung
Mit Unterstützung der Abteilung für öffentliche Bildung der Pfarrei Le Portel wurde am 24. November 1920 auf Initiative von Pater Louis Sauvet und weiteren Persönlichkeiten aus Le Portel die Société Saint Michel gegründet. Zur selben Zeit entstand auch die Étoile Sportive als Sportabteilung, die die Aktivitäten in den Bereichen Leichtathletik und Basketball bündelte. Da zu dieser Zeit noch keine Meisterschaften existierten, wurden Spiele oft auf dem Schulhof gegen andere Teams des Départements ausgetragen; oft in Form von Turnieren.
Im Jahr 1928 wurde Ernest Fouquez zum ersten Präsident des Basketball-Abteilung Étoile Sportive Saint-Michel ernannt. Im Jahr 1932 schloss sich der Verein der gerade gegründeten Fédération Française de Basketball an.

### Aufstieg in die professionellen Ligen
Zur Saison 2007/08 gelang der Aufstieg in die zweithöchste nationale Spielklasse LNB Pro B.
Ab 2010 konnte sich die Mannschaft regelmäßig (2010, 2011, 2013, 2014, 2015 und 2016) für die Play-offs in der Pro B qualifizieren.
Im französischen Pokalwettbewerb 2014/15 konnte man sensationell bis ins Finale vordringen. Auf dem Weg dorthin wurden unter anderem Siege gegen die Pro-A-Mannschaften Le Mans Sarthe Basket, STB Le Havre und ASVEL Lyon-Villeurbanne gefeiert. Im Halbfinale konnte man schließlich sogar den amtierenden französischen Meister Limoges CSP besiegen. Im Finale traf ESSM auf Strasbourg IG und musste sich schließlich mit 74:87 geschlagen geben.
Seit dem 28. November 2015 empfängt die Mannschaft ihre Gegner in einer neuen Halle (Le Chaudron), die Platz für 3500 Zuschauer bietet.
Am 10. Juni 2016 konnte sich ESSM durch einen 67:52-Sieg gegen ALM Évreux Basket die Meisterschaft in der Pro B und damit den Aufstieg in die höchste nationale Spielklasse, die LNB Pro A, zur Saison 2016/17 sichern.